# Otto von Lutterberg
Otto von Lutterberg (fallecido el 16 de febrero de 1270) fue un terrateniente de la Orden de Livonia de los Caballeros Teutónicos desde 1267 hasta 1270.

## Historia
La Batalla de Rakvere tuvo lugar durante su mando en la  Orden de Livonia, el 18 de febrero de 1268 las fuerzas combinadas de vasallos de la corona danesa, Caballeros Livonianos y milicias estonias locales lucharon contra las fuerzas combinadas de Novgorod y Pskov ; el resultado de la batalla está en disputa en las crónicas. Sin embargo, según la Crónica rimada de Livonia, Otto von Luttenberg no estuvo presente durante la batalla (estando en ese momento en Semgallia ), pero en junio del año siguiente dirigió una expedición de represalia de Livonia a las tierras de Pskov, donde las fuerzas bajo su mando quemaron el castillo de Izborsk. El asedio terminó con una tregua después de que los defensores recibieran refuerzos de Novgorod . Luego, Von Luttenberg viajó apresuradamente a Riga, donde secuestró y arrestó al arzobispo de Riga Alfred Suerbeer, y así resolvió la larga lucha de poder con el arzobispo a favor de la Orden, y el obispo fue liberado solo después de que prometió no apelar al Papa u oponerse a la Orden en el futuro.
Otto von Luttenberg murió en 1270 en la batalla de Karuse contra el Gran Ducado de Lituania . Está enterrado en la iglesia del pueblo de Karuse, en la actual Estonia.